# Naoto Arai
Naoto Arai (jap. 新井 直人, Arai Naoto; * 7. Oktober 1996 in der Präfektur Tokio) ist ein japanischer Fußballspieler. 

## Karriere
Naoto Arai erlernte das Fußballspielen in den Jugendmannschaften von Kitazawa Kickers und dem FC Shibuya, in der Schulmannschaft der Jissen Gakuen High School sowie in der Universitätsmannschaft der Niigata University of Management. Seinen ersten Profivertrag unterschrieb er 2018 bei Albirex Niigata. Der Verein aus Niigata, einer Großstadt in der gleichnamigen Präfektur Niigata auf der Insel Honshū, spielte in der zweithöchsten japanischen Liga, der J2 League. Für Niigata absolvierte er 57 Spiele. Im Januar 2021 wechselte er in die erste Liga. Hier unterschrieb er einen Vertrag bei Cerezo Osaka. In seinem ersten Jahr absolvierte er sechs Erstligaspiele. Im Februar 2022 wechselte er auf Leihbasis nach Tokushima zum Erstligaabsteiger Tokushima Vortis. Für Vortis bestritt er 38 Zweitligaspiele. Nach der Ausleihe kehrte er nicht nach Osaka zurück. Am 1. Februar 2023 nahm ihn sein ehemaliger Verein, der Erstligaaufsteiger Albirix Niigata, unter Vertrag. Nach einer Spielzeit, in der er 24 Ligaspiele bestritt, wechselte er im Januar 2024 zum ebenfalls in der ersten Liga spielenden Sanfrecce Hiroshima. Am Ende der Saison 2024 wurde er mit Sanfrecce Hiroshima Vizemeister der Liga. Am 8. Februar 2025 gewann er mit Sanfrecce Hiroshima den japanischen Supercup. Das Spiel gegen den Meister Vissel Kōbe gewann man mit 2:0.

## Erfolge
Sanfrecce Hiroshima
- Japanischer Vizemeister: 2024
- Japanischer Supercup-Sieger: 2025